# 25231 Naylor
25231 Naylor este o planetă minoră (asteroid) din centura de asteroizi. A fost descoperită pe 14 octombrie 1998 la Stația Anderson Mesa de Lowell Observatory Near-Earth-Object Search. 
Obiectul prezintă o orbită caracterizată de o semiaxă mare de 2,5803049 UAi, o excentricitate de 0,09, o înclinație de 14,92204 ° în raport cu ecliptica.